# 디트마어 바르치

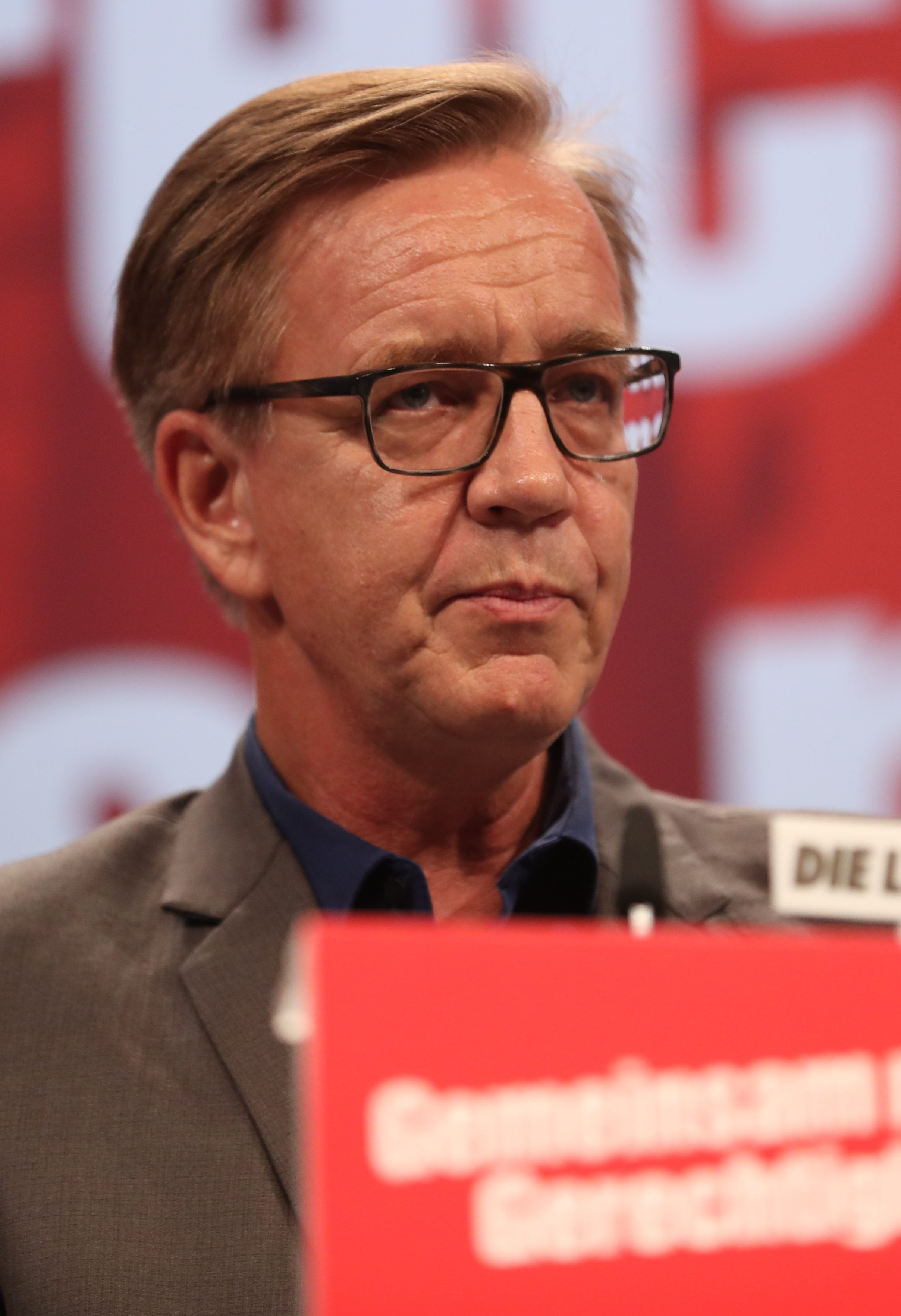
디트마어 바르치

디트마어 게르하르트 바르치(독일어: Dietmar Gerhard Bartsch, 1958년 3월 31일~)는 독일의 정치인으로 2015년 이래 좌파당의 공동 원내대표를 역임 중이다. 그는 2005년부터 2010년까지 좌파당 연방운영위원을, 2006년부터 2009년까지 연방총무를 지냈다. 1991년부터 1997년까지 좌파당의 전신인 민주사회당(PDS)의 총무를, 1997년부터 2002년까지 연방운영위원을 역임한 바 있다.
1998년부터 2002년까지 국회의원이었으며, 2005년 의원직에 복귀했다. 2015년부터 2019년까지 자흐라 바겐크네흐트와 공동으로 원내대표를 지냈으며, 2019년부터는 아미라 모하메드 알리와 겸임 중이다. 그는 2002년, 2017년 총선을 이끌었으며, 2021년에도 다시 이끈다.
그는 부인과의 슬하에 두 자녀를 두고 있다.